# Anxanum
Anxanum fu un'antica città del popolo italico dei Frentani, corrispondente all'odierna Lanciano.

## Toponimo
Lanciano, Anxanum. La città è posta su un contrafforte inclinato in direzione sud-nord (m.285-250) tra il Fosso Spirito Santo (zona quartiere dell'ex convento dei Celestini), e il Fosso di S. Apollonia, vale a dire la contrada di San Iorio-Santa Liberata. Tale contrafforte è il Colle Erminio o di Lancianovecchio, che confluisce in piazza Plebiscito, e risale al piano della Fiera, dove sta il corso Trento e Trieste, sino al piano del convento di Sant'Antonio, attiguo all'ex convento di Santo Spirito, zona di espansione edilizia moderna.
Gli storiografi antichi di Lanciano Giacomo Fella, Pietro Pollidori, Omobono Bocache e Domenico Romanelli, hanno dibattuto sull'origine del nome, spesso e volentieri mentendo, e inventando leggende, soprattutto Fella e Pollidori crearono il mito della fondazione del compagno Solimo di Enea fuggito da Troia in Italia, Pollidori invece scelse un tal Anxa, fratello di Solimo, che si fermarono preso le coste del fiume Sangro, e fondarono la città nell'anno 1179 a.C. Senza alcuna fonte, malgrado i reperti archeologici neolitici facciano risalire il sito a un'epoca precedente alla fondazione di Roma nel 753 a.C.; gli storici patri si sono gloriati troppo agiatamente su questa leggenda, poiché non ci sono lapidi che attestino tale fondazione.
La leggenda di Giacomo Fella parla poi anche di Solimo che si spostò nella valle Peligna, fondando Sulmona, da cui prese il nome, e a motivo di un possibile legame di parentela tra sulmonesi e lancianesi, legame che si ebbe dal punto di vista più che altro economico dal XIV secolo, con l'arrivo dei Quatrario presso i mercati delle grandi fiere lancianesi, il Fella ipotizza che presso la chiesa di San Maurizio a Lanciano (Largo dei Frentani) si trovasse, nelle fondamenta, il tempio della dea Pelina, venerata anche dai sulmontini, e ipotizzava anche la presenza del tempio della dea Minerva sotto la cripta della vicina chiesa di San Biagio.
Il toponimo è stato studiato di recente da Anton Ludovico Antinori e Giovanni Pansa, i quali sono stati i primi, assieme al lancianese Corrado Marciani, a mettere in dubbio questa leggenda, a cui se n'era aggiunta un'altra, quella di Lanciano derivante da lancia, poiché si dice che presso la cripta della chiesa di San Legonziano, sotto il monastero di San Francesco, si trovava una cappella eretta sopra la casa natale del soldato romano Longino, colui che trafisse il costato di Cristo crocifisso con la lancia. Secondo Pansa, il nome Lanciano proverrebbe dal fatto che nell'era volgare il termine Anxanum si fosse fuso con la particella locativa "ad", trasformata nell'articolo determinativo "L", e che dunque in alcuni documenti nel frattempo rinvenuti, confrontando anche carte e diplomi vescovili studiati anche nell'Italia sacra da Ferdinando Ughelli, sua fonte, Lanciano era riportata anche come L'Anxianum - L'Anciano, successivamente l'articolo si fuse completamente col nome nel XII-XIII secolo, poiché nei documenti in altino era ancora riportata, sin dai tempi dell'occupazione bizantina (VI secolo d.C.) come Castrum Anxani, poi modificato in Castrum L'Anxiani.

## Territorio

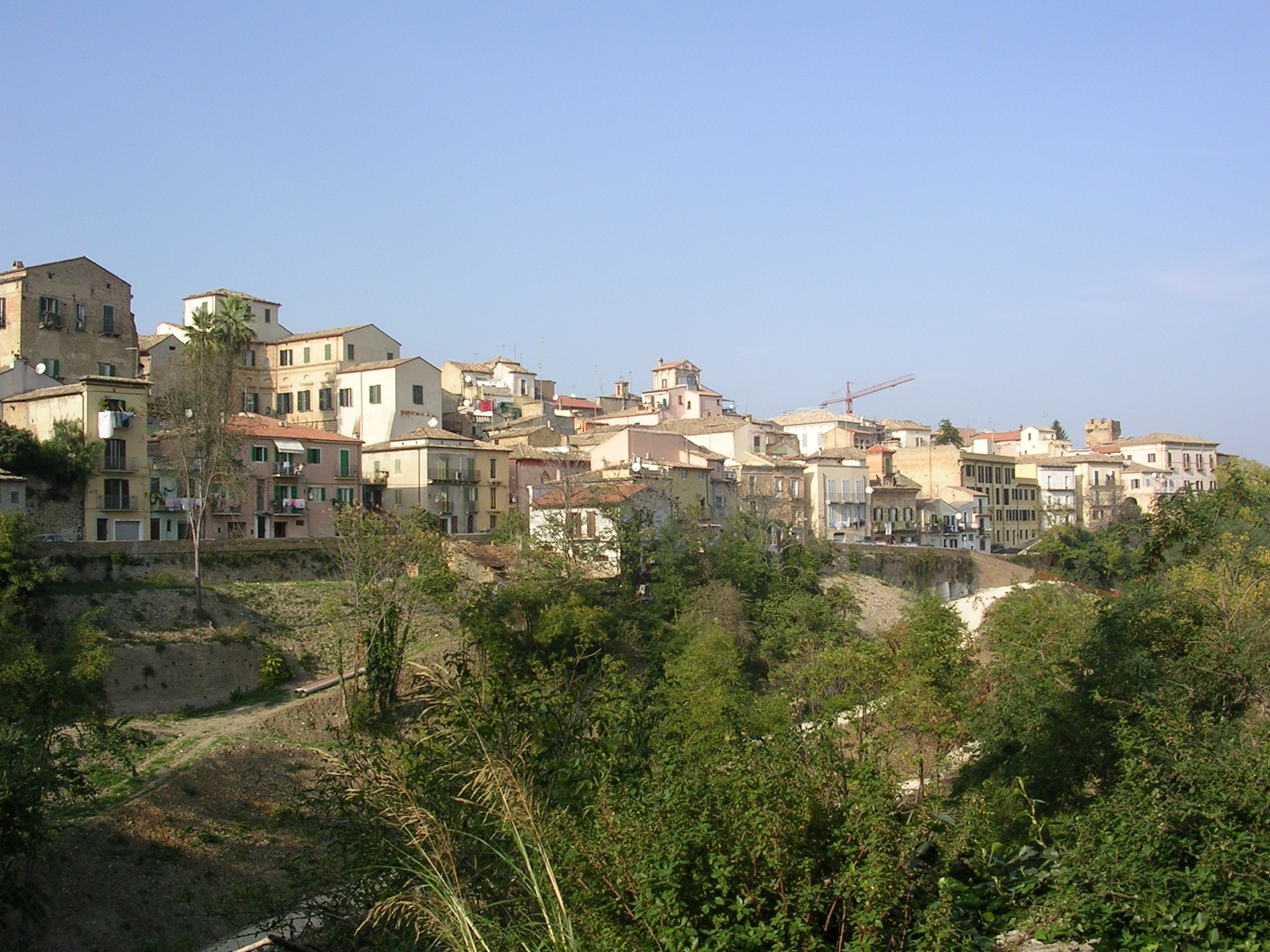
Via dei Bastioni, antico rione Lancianovecchio, vista dal ponte di Diocleziano; presso le ripe negli anni '90 sono state ritrovate tracce di capanne proto-storiche

La città romana aveva il suo assetto urbano lungo colle Erminio, ossia la via dei Frentani del rione Lancianovecchia, e parte dell'abitato protostorico neolitico si estendeva dall'antica Curtis Anteana ossia la piazza del Plebiscito sino alla salita del Colle Pietroso o del Borgo, seguendo l'attuale corso Roma, come ha evidenziato nel 1994 Andrea Staffa, studiando una capanna protostorico presso il chiostro del convento di San Francesco. La cisterna romana si trovava presso il Ponte di Diocleziano (III secolo), con una fonte presso il sottostante Pozzo Bagnaro, il parco posto sotto la via dei Bastioni; la cisterna romana è accessibile dal percorso archeologico San Legonziano del convento di San Francesco.
Resti del neolitico invece sono stati rinvenuti nelle necropoli di contrada Marcianese e Serre.

## Storia

### La fondazione
Alcuni scavi archeologici condotti in località Marcianese negli anni '90 dall'archeologo Andrea Staffa, attestano che la zona fu abitata sin dal V millennio a.C., come già ipotizzavano, senza tuttavia prove, il Fella, il Pollidori e il Romanelli. I reperti ritrovati sono basi di capanne e ceramiche della cultura neolitica abruzzese-marchigiana. I residui di altri insediamenti umani sono stati rinvenuti nella contrada Serre (III millennio a.C.) e in località Sant'Egidio (II millennio a.C.). Nell'età del ferro vi sono delle tracce di popoli pelasgici o illirici. In questa fase potrebbe risalire la fondazione di Anxa o Anxia. Una leggenda vuole che la città di Lanciano sia stata fondata da Solima, compagno di Enea e fondatore, tra l'altro, anche di Sulmona. Il nome di Anxa o Anxia, e quindi di Anxanum, avrebbe una certa similitudine col nome di un compagno di Solima chiamato Anxa.

### Anxanum durante i Frentani
Al di là della leggenda, riportata anche da altri storici abruzzesi quali Anton Ludovico Antinori, Domenico Romanelli e Luigi Renzetti, i rinvenimenti archeologici, riportati negli studi di Andrea Staffa e Florindo Carabba, hanno testimoniato la presenza sin dall'epoca preistorica dell'uomo a Lanciano, con gli scavi degli anni 1990 presso Largo San Giovanni, piazza Plebiscito e via dei Bastioni reperti conservati nel museo civico archeologico dell'ex convento di Santo Spirito.
Secondo le notizie di alcuni storici romani (Varrone, Livio e Plinio il Vecchio), in seguito Anxanon fu capitale del popolo Frentano, gente di stirpe sannitica che occupò l'area costiera tra il Pescara ed il Fortore a partire dal V secolo a.C. In quest'epoca, probabilmente, la città subì l'influsso culturale dei Greci, che allora controllavano i traffici commerciali sulla sponda occidentale dell'Adriatico. Tra il IV secolo a.C. ed il III secolo a.C. i Frentani presero parte alle prime due guerre sannitiche, accettando di diventare foederati dei Romani dopo la sconfitta subita nel 304 a.C..
Nel periodo tra il V secolo e il IV secolo a.C. la città di Anxa con tutti gli altri centri Frentani, escluso Larinum (stato autonomo), formava un unico unione federale Frentano-Sannita. Nel suo tentativo di espansione, Roma rivolse la sua attenzione ai Sanniti, soprattutto ai Frentani, che avevano il vantaggio di avere empori commerciali rivolti all'Adriatico, come Ortona, Gualdum (San Vito), Buca (probabilmente Punta Penna a Vasto) e Histonium (Vasto); di conseguenza anche i Frentani furono coinvolti nella guerra romana. Nel 319 a.C. Roma, dopo numerosi insuccessi, accordò ai Sanniti l'antica alleanza. Nel 304 appunto i Frentani si staccarono dai Sanniti, alleandosi con Roma, conservando sempre l'autonomia, determinate fu l'aiuto che dettero ai Romani nella seconda guerra punica contro Annibale Barca.
Il territorio frentano era diviso in tanti centri che costituivano, con il circondario della Val di Sangro, vere e proprie comunità politiche. Tali centri possedevano statuti e magistrati, ed erano indipendenti gli uni dagli altri. Anche Anxa costituì un centro importante, essendo la Capitale, ebbe un ruolo preminente nell'ambito del governo della valle, ed ebbe leggi proprie.
Il commercio principale era di carattere agricolo-pastorale, ma anche artigiano presso Anxa, poiché presso la valle passava un tratturo che collegava la Maiella al Tavoliere delle Puglie. Nel Sannio pre-romano esistevano collegamenti viari non solo tra la fascia costiera e i monti, ma anche da sud a nord. Questi percorsi erano utilizzati da popolazioni che nel flusso migratorio, provenienti dalla sponda opposta del Mar Adriatico, in parte restavano lungo la costa, in parte si spingevano verso l'entroterra. Le ceramiche rinvenute negli scavi, molte delle quali di importazione dalla Daunia o dall'Africa, hanno testimoniato che l'economia lancianese era molto sviluppata e variegata, e che la città mediante il porto di Ortona riusciva a garantire lunghe rotte commerciali. Queste ceramiche, rinvenute negli scavi degli anni '90 presso Largo San Giovanni, Piazza Plebiscito, cisterna dell'ex convento di San Legonziano, terreno del fosso Bagnaro sotto via dei Bastioni, sono oggi conservate nel museo civico archeologico, nell'ex convento di Santo Spirito.
Il fenomeno della "transumanza" caratterizzò molto per secoli l'Abruzzo, e in particolare la zona frentana del Sangro, i cui percorsi permettevano collegamenti fino a Taranto, e con i Dauni del foggiano. E le ceramiche di diversa importazione, anche africana, testimoniano questi scambi commerciali molto estesi.

## Epoca romana

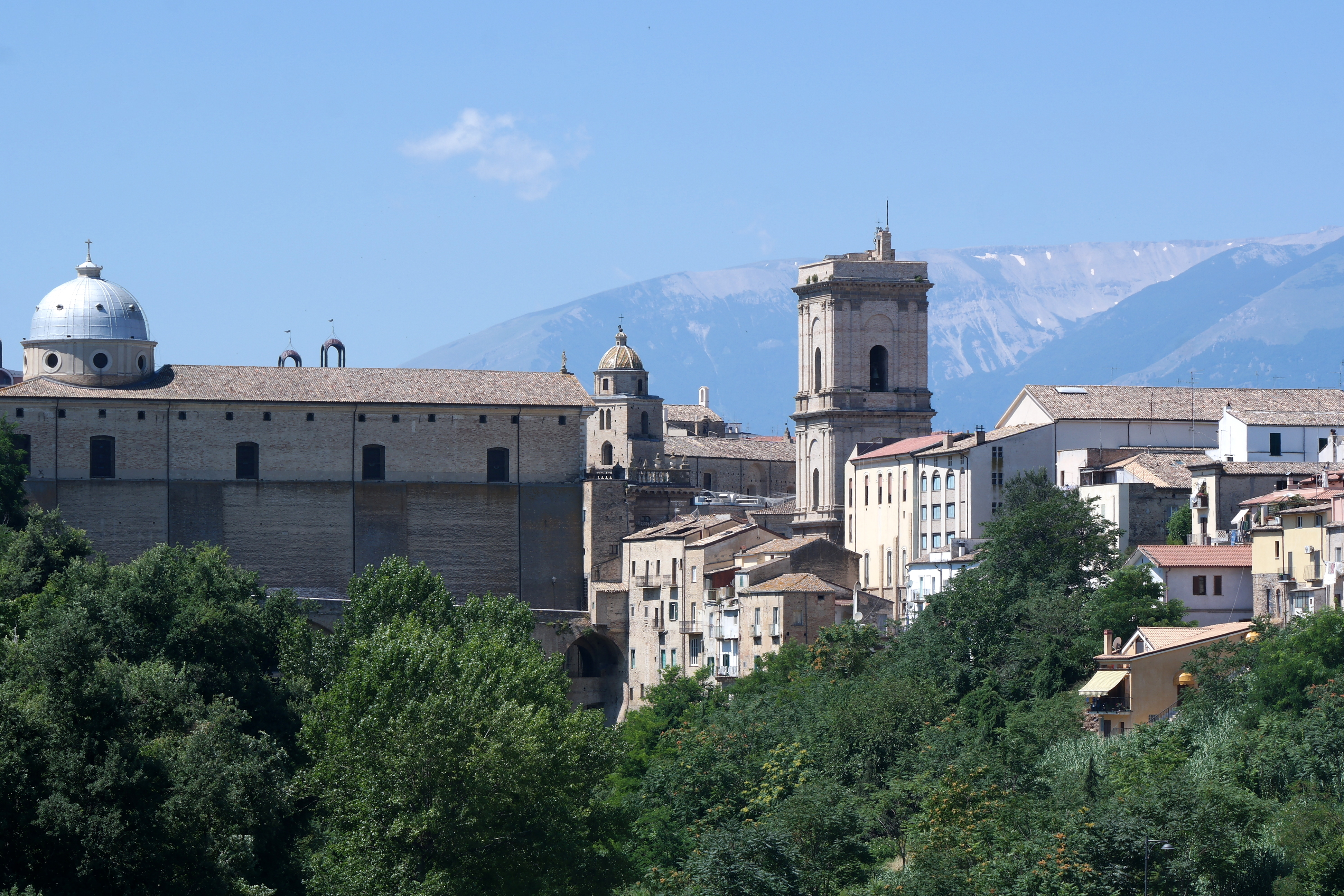
Veduta del centro storico con la Cattedrale: l'antico Anxanum sorgeva presso il Colle Erminio, nel rione Lancianovecchia, ripopolato dall'VIII secolo

Come detto, Anxanon entrò nella sfera di influenza di Roma intorno al 304 a.C.. A differenza delle altre popolazioni di ceppo sannita, essi rimasero fedeli a Roma durante le guerre puniche. Nella guerra sociale del 90 a.C., invece, furono tra i fautori della Lega Italica. Al termine di questo conflitto i Frentani beneficiarono dell'estensione della cittadinanza romana a tutti i popoli italici. In quest'epoca dovette subire anche la romanizzazione del nome, da Anxanon in Anxanum. Alcuni decenni dopo, con la riorganizzazione amministrativa dell'Italia voluta da Augusto, la città fu ascritta alla tribù Arniense, all'interno della Regio IV Samnium.

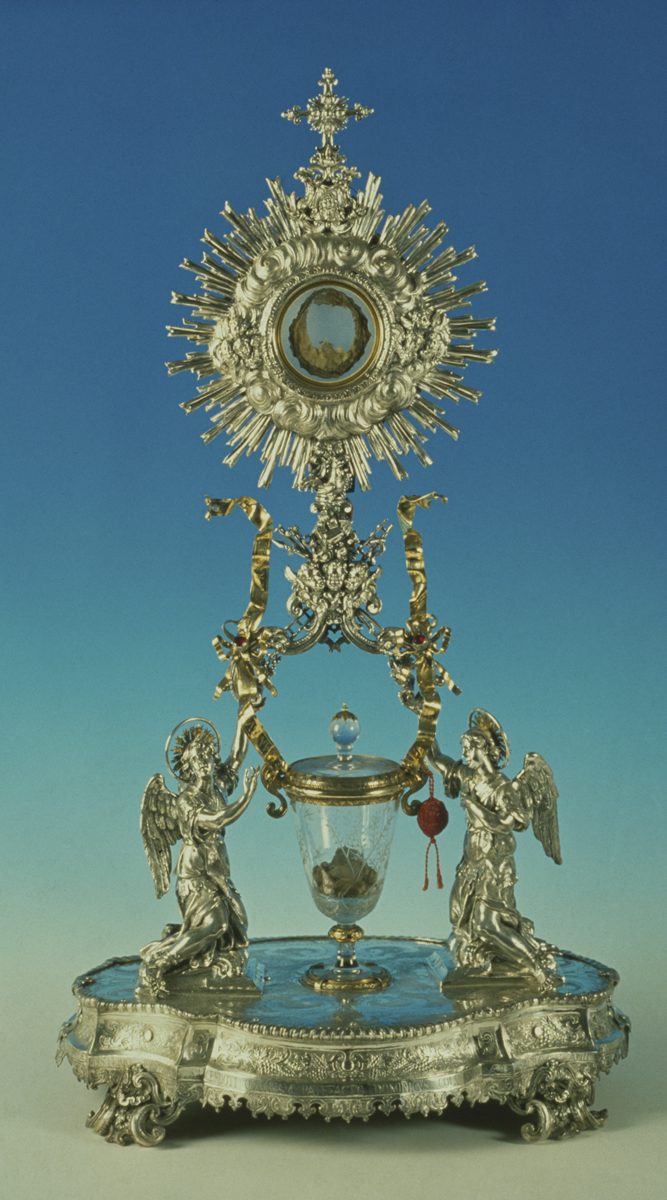
Il Miracolo eucaristico di Lanciano, verificatosi nell'VIII secolo nel convento di San Legonziano, ritenuto il primo miercolo eucaristico della storia della Chiesa

### La lapide dell'ordine dei decurioni lancianesi
La città fu ordinata in seno alla Repubblica Romana come municipium: fatto attestato da una lapide scoperta da Oliviero da Lanciano nel XVI secolo (pare nel territorio di località Santa Giusta), e segnalata all'allora governatore Alfonso Belmonte. Costui fece murare la lapide con l'elenco dei decurioni del municipium presso il portico della Collegiata di Santa Maria del Ponte, inclusa in una lapide più recente, nella quale a caratteri latini si illustra la storia della scoperta da parte dell'umanista Oliviero.
Fu studiata da diversi storici locali, Giacomo Fella, Pietro Polidori, Domenico Romanelli, Omobono Bocache, studiata recentemente anche dal Mommsen, che la ritenne autentica nella miriade delle controverse lapidi di Anxanum scoperte da Bocache.
Questa dapprima fu murata nel campanile della cattedrale di Lanciano in Piazza Plebiscito, nella prima metà del XIX secolo, poi, fortemente danneggiata in seguito ai bombardamenti tedeschi del 20 aprile 1944, fu ricomposta e rimontata dentro il palazzo comunale.
L'autenticità della lapide appunto riconosciuta da Theodor Mommsen in una sua opera (CIL, vol. IX - Berlino 1883 pag. 280 n. 2998), nella quale afferma che questa fu rinvenuta dal poeta Oliviero di Lanciano nel 1510; questi la portò in Contrada Santa Giusta e da qui, nel 1520, fu ritrasferita in città per ordine del pretore Alfonso Belmonte. Lo stesso Mommsen afferma che "Lanciano fu senza dubbio un municipio romano".

### Assenza di monumenti archeologici di Anxanum
Il caso della lapide lancianese è stato ricostruito da Florindo Carabba; infatti la lapide fu mal studiata dal Bocache, e ancora prima dal Pollidori, che inventarono la solita leggenda della città di remote origini, esistente già secoli prima della fondazione di Roma (una targa commemorativa presso il Municipio nella piazza recita: "Regio Frentana - La città di Anxa e poi Anxanum fu fondata il 1 settembre 1180 a.C."), credendo addirittura che l'antica Anxanum, per mancanza di monumenti e ruderi architettonici consistenti e cospicui, come per altre città antiche abruzzesi (esempio di Teramo o Chieti), non si trovasse sopra il Colle Erminio dove sta il quartiere Lanciano vecchia, ma che il sito fosse nella contrada di Santa Giusta; avendo mal interpretato i caratteri di questa lapide dell'Ordi Decurionum, che si trovava nel XVI secolo nella villa patrizia del Belmonte in Santa Giusta.
Tuttavia tale assenza di materiale monumentale, non scoraggiò lo storico Pollidori, che suppose la presenza, basandosi su Giacomo Fella e il vescovo Sebastiano Rinaldi di Lanciano, e senza verificare di persona, di vari monumenti e templi dell'antica Anxanum sotto le attuali chiese e palazzi maggiori, creando una sorta di vero e proprio Pantheon sepolto sotto le maggiori chiese lancianesi.
Nonostante scavi archeologici condotti dalla Soprintendenza archeologica di Chieti negli anni '90 nell'area di Lanciano vecchia, piazza Plebiscito e il santuario del Miracolo eucaristico, non è stato rinvenuto nulla di concreto che possa testimoniare realmente la presenza di tutti questi complessi templari. Il materiale scultoreo è ceramiche di terracotta che vanno dal VI al XIV secolo d.C., è conservato nel Polo Museale archeologico nell'ex convento di Santo Spirito di Lanciano.

### La lapide dei decurioni e lo stemma di Lanciano
La lapide del Collegio dei Decuriobi sotto il magistrato "Avionio Iustiniano" è interessante perché riporta il collegio amministrativo dei decurioni di Anxanum, vigente ancora al tempo delle invasioni gotiche e bizantine, dato che risale al V secolo d.C., ed è stata mal interpretata dal Pollidori e dal Bocache perché, quando fu posta presso la torre civica di Lanciano nel XVI secolo, fu abbellita con gli stemmi del pretore longobardo Alfonso Belmonte, ossia i tre colli della città antica: Colle Erminio di Lancianovecchio, Colle Selva di Civitanova-Sacca e Colle Pietroso del Borgo, quando in realtà i colli facevano parte semplicemente dello stemma gentilizio di questo tal Belmonte.
Ulteriori problemi per lo stemma di Lanciano, con i privilegi aragonesi del XV secolo, si aggiunsero quando lo stemma fu modificato con la corona regia di Napoli, quando fu insignita del titolo di Città, e con l'immagine del sole, del giglio angioino, e della lancia. La famosa lancia di Longino fu aggiunta proprio in ossequo alle leggende già esistenti riguardo all'esistenza in città della cappella di San Legonziano sopra la presunta casa del soldato Longino, e della lancia miracolosa, sicché lo stemma di Lanciano, concluse e storico Florindo Carabba, risulta essere la fusione di due stemmi antichi.
Di recente gli studiosi Massimiliano Carabba e Domenico Del Bello hanno scritto una relazione storica sullo stemma di Lanciano, e ottenuta la modifica dello stesso Gonfalone, riportato allo status pre-governo di Alfonso Belmonte d'Aragona.

### Anxanum durante l'impero romano
In epoca romana Lanciano dovette conoscere una buona prosperità grazie alle sue fiere, dette nundinae, come testimoniato anche dagli scritti di in scritti di Varrone, Livio, Sigonio e Plinio il Vecchio. In effetti, fin dall'età antica la città ha dovuto la sua prosperità al commercio. Questa vocazione le deriva da una collocazione strategica: è a pochi chilometri dal mare ma è in collina, quindi meglio difendibile; inoltre, è vicino ad un'antichissima rotta commerciale che collegava la Puglia all'Italia settentrionale già in età preromana. Questo tracciato, probabilmente legato al tratturo L'Aquila-Foggia per la transumanza delle greggi, in epoca romana divenne una strada, detta Via Traiana, che partiva da Hostia Aterni (l'attuale Pescara) ed arrivava fino in Puglia passando per Ortona, Anxanum ed Histonium (Vasto).

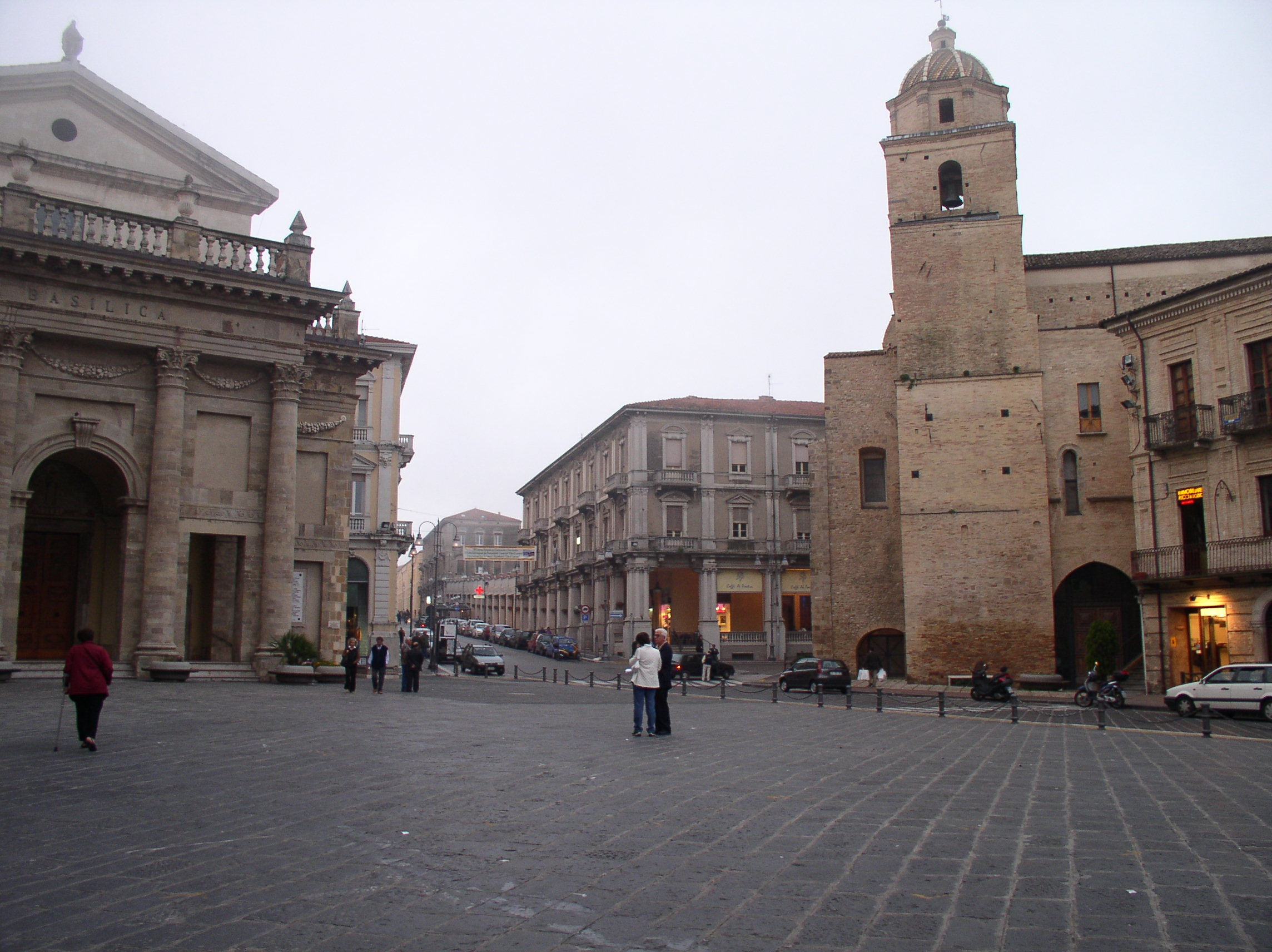
Piazza del Plebiscito, l'antico foro romano

Il primo a dare delle coordinate di Anxanum fu Tolomeo nella Descrizione del mondo. Anxanum venne indicata anche nella Tavola Peutingeriana e nell'itinerario di Antonino Pio risalente al 262, come stazione (mansio) della Via Traiana. I due itinerari sono stati pubblicati da Mommsen nel volume IX del "Corpus inscriptionum latinarum" a pag. 204 vol. VI. L'antica Anxanum si trovava lungo la Via Frentano-Tranianea, e comunicava con la via Flaminia che passava per Aternum, oggi Pescara, ed era stazione di passaggi commerciali e di pellegrini che accedevano alle fiere, e di viandanti e mercanti, e pastori transumanti che passavano lungo il tratturo; se giungevano da nord ossia da Ortona, seguivano la strada del comune di Frisa e risalivano dalla ripa di San Nicola di Bari, passando poi per Porta San Biagio, che verrà costruita nel XII secolo, e da lì, percorrendo la piazza del Plebiscito, antico foro di Lanciano, risalivano il prato della Fiera (Attuale corso Trento e Trieste), e procedevano verso il mare, dal convento di Sant'Antonio, passando per località Conicella, fino a giungere nell'area del Sangro, tra Mozzagrogna e Fossacesia.
Per usare le parole di un altro storico, Anton Ludovico Antinori, di Lanciano si può dire "che fosse stata una città colta, ricca, ben governata, e non ignota ai Romani, le di cui pratiche ed usanze cercavano sempre di emulare nelle cose civile e sacre". Qui si trovavano non solo importanti mercati, ma anche la sede di istituzioni e magistrature, importanti manifatture di pelle, rinomata era l'arte farmaceutica e l'unguentaria come attestato da una lapide che menzionava una certa Lucilla di professione unguentaria.

### Periodo tardo-occupazione bizantina
Lanciano, come ricostruisce lo studioso Domenico Priori di Torino di Sangro nei tre libri de La Frentania, nel 493 d.C. fu attaccata dai Goti, successivamente fu occupata dai Bizantini nel VI secolo. A questo periodo risale la leggenda dell'intervento miracoloso del primo santo patrono di Lanciano: San Maurizio, che con la sua legione Tebana fu invocato dai lancianesi mentre accoglievano festosamente i Longobardi, scacciando i Bizantini. I Bizantini avevano preparato un attacco alle mura di Lanciano per riconquistarla, ma San Maurizio intervenne con una illusione ottica, facendo apparire attorno a Lanciano una distesa enorme d'acqua, mentre lui con i suoi soldati Tebani, secondo la leggenda riportata dal Fella oltre 10.000. In segno di riconoscimento, i lancianesi costruirono nell'antico perimetro di Anxanum la prima chiesa dedicata a San Maurizio, esistente ancora nella prima metà dell'800, poi demolita perché pericolante; era posta nell'attuale Largo dei Frentani, vicino alla chiesa di San Biagio, seconda chiesa lancianese per antichità.
A parte le leggende e le notizie poco attendibili di Fella, Polliori, Bocache e Romanelli, Anxanum era ancora una fiorente città nel V-VI secolo d.C., come testimoniano le ceramiche rinvenute nel 1994 negli scavi di Largo San Giovanni e via Corsea, del "tipo Crecchio", poiché l'area attorno a questo comune, non distante da Lanciano, e nemmeno dal mare e da Ortona per essere stato così assai influenzato dalla presenza bizantina, è risultata negli ultimi anni, una delle più interessanti dell'Abruzzo dal punto di vista archeologico, per il rinvenimento di vari corredi funebri, ceramiche ed armi dell'epoca bizantina, tanto che nel castello ducale di Crecchio è stato allestito il Museo dell'Abruzzo bizantino altomedievale; alcune ceramiche lancianesi sono conservate a Crecchio, altre nel museo civico archeologico.
Con l'arrivo dei Longobardi, dei Franchi e poi delle invasioni Ungaro-Saracene, la città andò in declino, benché cominciarono a costruirsi le prime chiese, come quella di San Giorgio, sopra cui venne eretta nell'XI secolo circa la chiesa di San Biagio, il convento di San Legonziano, gestito dai monaci Basiliani sino all'XI secolo, un ordine orientale riferibile a Bisanzio, sopra cui nel XIII secolo fu costruito il monastero di San Francesco. Gli storiografi lancianesi antichi non parlando di grandi eventi accaduti in questo periodo. Si soffermano più che altro sul miracolo eucaristico di Lanciano, avvenuto nell'epoca di occupazione longobardo-franca, avvenuto nel convento di San Legonziano, benché secondo Giovanni Pansa dovrebbe nominarsi più correttamente San Longino, come riportato in alcuni documenti studiati anche dall'Ughelli.
L'antropologo Pansa, congetturando dal punto di vista demologico, ipotizza che il grande risentimento dei lancianesi nell'XI-XII secolo contro i Basiliani, che si macchiarono di empietà in tutta Italia, e che vennero cacciati dai loro monasteri, fuorché nel Salento, avrebbe creato questa leggenda dell'avvenimento del miracolo davanti a un monaco dubbioso, dell'ordine basiliano.

## Archeologia della città antica

### Dubbi sull'esistenza di monumenti romani

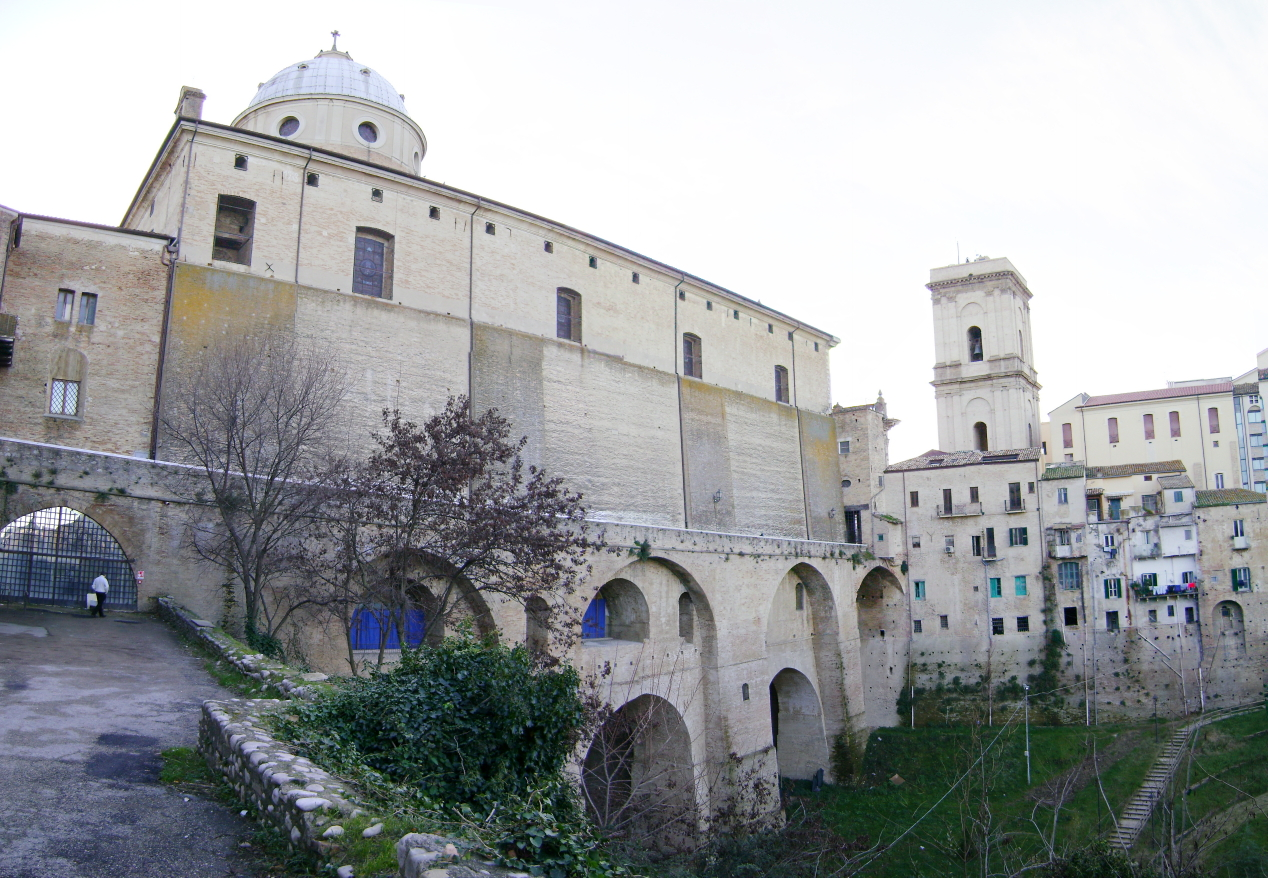
Cattedrale di Lanciano con sotto il ponte Diocleziano (III secolo)

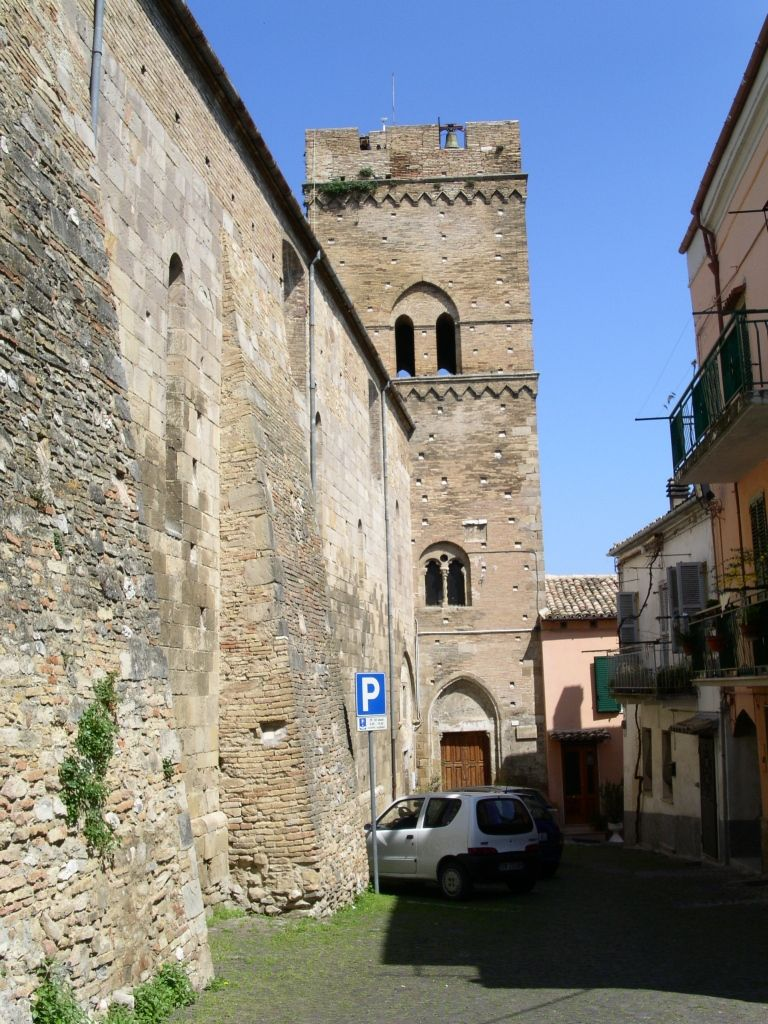
Chiesa di San Biagio, la cui cripta corrisponde all'altare del tempio di Minerva

La città romana era costruita sul colle Erminio, sopra cui oggi risiede il rione medievale di Lancianovecchia. Scavi negli anni novanta sotto la torre di San Giovanni hanno portato alla luce monete romane e sculture, conservate ora nel Museo Archeologico Nazionale di Chieti e nel Museo Archeologico dell'ex convento di Santo Spirito di Lanciano. Malgrado le fonti degli storiografi antichi, citate per quanto riguarda l'architettura antica anche da Filippo Sargiacomo, il quale non si intendeva di storia, hanno generato parecchia confusione nell'individuazione di possibili monumenti romani presso Lanciano. Dubbi che non sono stati risolti, anche per la mancanza di ulteriori e sistematici scavi archeologici presso la città medievale.
Già nel XVII-XVII secolo ai tempi di Fella, Pollidori e Romanelli, non c'erano più valide testimonianze di reperti romani, sicché costoro hanno ipotizzato la presenza di Anxanum in altro sito, come la contrada Santa Giusta, altri hanno pensato che nel 1000 circa, un grave cataclisma naturale sconvolse il colle, facendolo franare, ossia il colle del fosso Bagnaro sotto il ponte di Diocleziano; e citavano la presenza anche di un castello longobardo presso via dei Frentani, dove si trova il palazzo Vergilj, detto 
"tonnino" per l'aspetto ellittico; tuttavia non sono state trovate tracce di ruderi medievali, né romani, se non alcune ceramiche.
Si è dunque pensato che questa ennesima leggendaria congettura, sia stata pretesto per l'altra leggenda del miracoloso ritrovamento della statua bizantina della Madonna del Ponte, murata presso un arco del ponte romano di Diocleziano, durante i lavori di ricostruzione proprio a causa del cataclisma naturale. Corrado Marciani e Francesco Verlengia hanno notato che la statua della Madonna, per quanto antica, non possa essere ascrivibile a un periodo così antico, benché oggi in Abruzzo si conservino Madonne bizantine, molte delle quali esistenti grazie ai contatti via mare con artigiani bizantini, come per il caso della Madonna dei Bisognosi di Pereto, che sarebbe giunta in montagna passando da Francavilla. Tuttavia già l'Antinori nel 1745 si chiedeva in alcune lettere, se magari la statua della Madonna del Ponte conservata dentro la cattedrale, di aspetto chiaramente rinascimentale, come si presentava fino agli anni sessanta, prima di uno discusso restauro, non fosse stata "antichizzata" da Giacomo Fella con falsi documenti pontifici, affinché la città di Lanciano non avesse ottenuto già dal XV secolo privilegi speciali dal pontefice per celebrare le feste sacre. In seguito, citando l'Antinori, il Marciani riporta che il Fella e il Pollidori si siano lasciati trarre in inganno da una data mal conservata, che sembrava riferirsi all'anno 1100, quando in realtà si riferiva al 1400.

### La ricostruzione dell'antica Anxanum secondo Pietro Pollidori
Il rione di Lanciano vecchio, nella ricostruzione non attendibile di Pietro Pollidori nelle Antiquitates Frentanorum, conserva l'altare del tempio di Minerva, situato nella cripta della chiesa di San Biagio. La cripta è in realtà la chiesa di San Giorgio del IX sec., ha campate a botte con diversi ordini di colonne regolari cilindriche. L'altare sacro è in un angolo a sinistra, realizzato in pietra con decorazioni vegetali. 
Presso la Chiesa di Santa Maria Maggiore nel rione Civitanova si trovava secondo lo storico il tempio di Apollo, che in origine era posto nel punto più alto della città. I resti sono visibili nella facciata romanica della chiesa, nella parete retrostante presso il campanile. Sempre presso il rione Civitanova si trova, fuori le mura, la Fontana Grande, che risalirebbe al III secolo, anche se profondamente restaurata nel 1823 su progetto del pittore Nicola de Arcangeis. Presso la chiesa di Santa Lucia nel rione Borgo sorgeva il tempio di Giunone Lucina. Le lapidi mostrate con le iscrizioni sono state puntualmente ritenute false dal Mommsen nel IX tomo del suo "Corpus Inscriptionum Latinarum".
Scavi nel 2012 sono stati effettuati per la riparazione della rotatoria all'imbocco di viale Cappuccini, si è ipotizzato un cunicolo romano che portava alla piazza, anche se la Soprintendenza di Chieti si è espressa in merito circa i lavori di Filippo Sargiacomo a fine '800 e annotati nelle sue memorie per rialzare il piano stradale affossato di porta Santa Chiara. A causa di mancanza di denaro per una campagna di scavi più approfondita, si è coperta la falla in attesa di ordini della Soprintendenza. Gli scavi condotti invece nella città da Andrea Sraffa, nei primi anni '90, e nel circondario di Marcianese - Serre, hanno portato alla luce varie ceramiche e statuette, conservate attualmente nel Museo Archeologico del Polo Santo Spirito, nell'ex convento celestiniano.

### Percorso archeologico Ponte Diocleziano - convento di San Legonziano
Oggi l'unica parte visitabile con percorso guidato, è l'area sotterranea la Piazza Plebiscito, presso il Ponte di Diocleziano, fino al convento di San Francesco detto santuario del Miracolo eucaristico.
Il Ponte Romano di Diocleziano
Il ponte "cosiddetto" di Diocleziano sarebbe stato costruito secondo la tradizione locale (vedere Domenico Romanelli Scoverte patrie di antiche città distrutte dei Frentani , 1804, Omologo Bocache Manoscritti della Raccolta di memorie Lancianesi vol. 1 presso la biblioteca comunale di Lanciano) nel III secolo per unire Anxanum alla collina delle fiere mercantili (oggi corso Trento e Trieste zona Prato della Fiera). Il ponte fu modificato in epoca medievale (XII secolo) dopo un terremoto del 1088 e consolidato dall'imperatore Lotario di Germania nel 1138 e poi nel XV secolo con archi gotici e ancora nel XVI-XVII secolo con l'edificazione del percorso chiuso carrabile detto "Corridoio".
Lo storico Bocache insieme a Romanelli argomenta del ritrovamento di una lapide del III secolo durante dei lavori di restauro del 1785, che attesterebbe l'edificazione del nuovo ponte dedicato a Diocleziano, a seguire sempre Bocache parla di un'altra lapide dell'era normanna (1138) che ricorda il restauro da parte di Lotario di Germania. La critica oggi, seguendo il Mommsen, tende a considerare tutte queste lapidi false.
Il ponte, restaurato negli anni '90 con scavi della Soprintendenza di Chieti, è dotato di mappatura turistica e percorso archeologico, mediante la lettura di pannelli esplicativi, che comprende tutto l'itinerario sotto la piazza Plebiscito, collegandosi al convento di San Legonziano (VIII secolo), situato presso la Chiesa di San Francesco.
Secondo Bocache oggi del ponte romano resta un frammento di arco nel pilastro maggiore dell'ultimo camerone del corridoio auditorium, mentre secondo Staffa il ponte sarebbe un frammento di zoccolo in opus incertum nell'ingresso creato per il percorso archeologico sotto la piazza che va al santuario.
Il ponte lato nord è composto di quattro enormi bastioni e arcate, che sovrastano il fiume della Pietrosa, che un tempo alimentava la sepolta fontana Pozzo Bagnaro. L'interno dietro le scale della torre campanaria è un auditorium in laterizio con volte a crociera, camerini laterali con archi di rinforzo e ulteriori archi gotici del XIV sec attaccati alla parete destra, che attestano l'esistenza di un ponte medievale. Il percorso auditorium arriva sino all'attacco del colle della Fiera dive stava un torrione con una porta di ingresso, ancora oggi visibile dietro la cattedrale, in largo Mons. Tasso.
Dal primo arco gotico del XIV secolo è stato scavato già negli anni 60 dalla Soprintendenza un ingresso alla chiesetta che era il succorpo della Cattedrale attuale, una antica chiesa del XIII secolo come dimostrano i costoloni laterali in stile francese dei quattro angoli; questa chiesa succorpo era nell'antica piazza che era posta a livello inferiore rispetto all'attuale. A seguire dei pilastri centrali eretti appositamente e l'interramento della chiesa nel XIV secolo circa, con costrizioni di muraglie che hanno tranciato l'antico perimetro interno, hanno permesso la costruzione della chiesa della Santissima Annunziata sopra questo strato di appoggio, che fino al 1819 stava sulla piazza, accanto la chiesetta della Madonna delle Grazie, poi trasformata Collegiata insigne di Santa Maria del Ponte (secoli XVI-XVIII). L'annualità verrà demolita per edificare la facciata neoclassico della cattedrale.
Il cosiddetto Corridoio fu realizzato come nuovo percorso carrabile dalla città vecchia fino al Prato della Fiera, nonché come sostegno della nuova chiesa della Madonna che si andava edificando dopo il 1488, come dimostrano documenti registrati dagli storici Anton Ludovico Antinori e Corrado Marciani. Ulteriormente la cattedrale attuale fu rifatta con nuovo progetto del 1785 in forme tardo barocche.
Lungo il Corridoio del '500 si trova una lapide funebre del 1529 che ricorda il patrizio Giovan Pietro Bonanno, un tempo sepolto in cattedrale, a seguire dagli archi gotici si ammira il fosso sottostante del pozzo Bagnaro con il muro concavo del 1904 realizzato dall'architetto Filippo Sargiacomo per contenere il tetteno di riporto utilizzato per costruire il piano del nuovo Corso Trento e Trieste. Di fatto l'arco del ponte del XVI secolo che guardava a sud è stato tamponato dal muro.
Leggenda della statua della Madonna
Una tradizione locale iniziata a circolare con l'operatrice di Giacomo Fella e seguita dagli altri storici locali, che nell'VIII secolo durante le persecuzione iconoclaste a Bisanzio da parte di Leone "isaurico", i lancianesi per timore di perdere una antica statua della Madonna, la nascosto dentro un muro del pilastro dell'antico ponte. Dimentichi di ciò, i lancianesi avrebbero riscoperto la statua della Madonna durante i lavori del ponte del 1138 dopo i danni del sisma del 1088 menzionato nel "Chronicon di Santo Stefano in Rivomaris", citato da Pollidori, è avrebbero posto la statuetta della Madonna in una nicchia di un merlo del ponte. Coi secoli la le donazioni, la cosa votiva divenne una cappella e poi una vera e propria chiesa dedicata alla Madonna delle Grazie, che richiese per necessità di spazio, la costruzione di più ponti l'uno accanto l'altro. Oggi la cattedrale poggia sui diversi ponti del XIV-XVII secolo, con rinforzi e pilastri ulteriori del 1933, realizzati dopo un terremoto che danneggiò dei paesi della Maiella. Ulteriori lavori di consolidamento furono effettuati dopo il terremoto del 1984 presso il Ponte e la cattedrale con tiranti di ferro sotto la pavimentazione.
Convento di San Legonziano e cisterna
Il vecchio convento di San Legonziano che si trova alla fine del percorso archeologico sotto la Piazza, è la primitiva struttura della chiesa attuale di San Francesco d'Assisi del XIII secolo. Vi si verificò il celebre Miracolo Eucaristico nell'VIII secolo. Del convento antico rimane solo la parte del basamento con colonne romane, adibito a zona archeologica, con un fonte battesimale rozzo e semplice nella cappella dei Raccomandati con affreschi del 1515 riguardanti scene dell'Apocalisse di Giovanni Evangelista, battistero dell'epoca proto-romanica (VII secolo).
Si trova anche una presunta cisterna romana nell'ex cappella del Santissimo Rosario, indicata dalla tradizione locale (gli storici Giacomo Fella, Pietro Pollidori, Omobono Bocache) per la fontana di Cassio Longino.

### Percorso archeologico sotto piazza Plebiscito
Il percorso archeologico fu scavato dalla Soprintendenza archeologica di Chieti nel 1992, aprendo la piazza dal basolato antistante la Cattedrale. Si è riportata alla luce ciò che restava di un'antica piazza chiamata dagli storici antichi "Curtis Anteana"; a seguire parte della facciata dell'ex chiesa dell'Annunziata inferiore, del XII-XIII secolo, presso cui nel XIV secolo fu ricostruita la nuova Collegiata della Santissima Annunziata demolita solo nel 1819, posta nell'area accanto la Cattedrale e contrassegnata da una lapide. Il percorso archeologico mostra le varie stratificazioni della città antica di Anxano, prevalentemente quelle altomedievali dal VII al IX secolo. Pare che fosse stata rinvenuta nello scavo anche traccia delle mura medievali che dividevano l'area della città dove si trova il fianco dell'ex chiesa dell'Annunziata, dal muro laterale del monastero francescano del Miracolo eucaristico.
Inoltre gli scavi hanno portato alla luce nell'area della testata del ponte medievale gotico del XIV secolo, la testa del probabile ponte romano, la cui costruzione secondo la tradizione locale, risalirebbe a Diocleziano Imperatore.

### La chiesa della Santissima Annunziata
La chiesa primaria della Santissima Annunziata, detta dagli storici locali anche "Santa Maria in platea", si trova attualmente sotto piazza Plebiscito, accanto il sagrato della Basilica cattedrale, e inglobata sottoterra nel complesso del Ponte di Diocleziano; è accessibile da un varco grezzo scavato dalla Soprintendenza ai BAAAS di L'Aquila nel 1968, dato che l'ingresso è sottoterra, e la facciata volge verso il percorso archeologico scavato dal Ponte fino all'accesso al santuario del Miracolo eucaristico, sotto la piazza.
La chiesa risale al XII secolo, impropriamente è detta "antica cattedrale"; Lanciano fu sede vescovile solo dal 1515, essendo prima sotto il controllo vescovile di Chieti. La chiesa prima dei lavori di reinterro della piazza nel XIV secolo, era accessibile, fu affiancata dal primo ponte medievale ad archi gotici, e a navata unica con tracce di pilastri e capitelli gotici che dovevano realizzare delle volte a crociera nella navata. La chiesa nel 1397-1412 dopo i reinterri della piazza per creare il mercato pubblico, fu eretta sopra quella vecchia, dotata di una serie di robusti pilastri per fungere da basamento alla nuova chiesa della Santissima Annunziata che affiancava sino alla demolizione nel 1819, la primitiva chiesa della Madonna del Ponte, assurta dal XVI secolo a titolo di insigne Collegiata e poi Cattedrale.

## Descrizione della città nelle fonti
Allo stato degli scavi archeologici effettuati tra il 1992 e il 1999, resta difficile ipotizzare l'esistenza di una città romana ben definita dal punto di vista dei monumenti e della planimetria, come fu descritta da Pietro Pollidori, Domenico Romanelli e Uomobono Bocache nelle loro opere. Pollidori menziona diverse lapidi, iscrizioni su tavola, pietra, monete ecc., attestanti la presenza di templi, edifici, terme, portici. Bocache e Romanelli affermano di aver personalmente rinvenuto in precisi punti della città e nei dintorni, queste iscrizioni di cui trattava Pollidori; Bocache attesta di averle fatte assicurare al sindaco Michele de Giorgio. Tali lapidi e oggetti antichi verranno esaminati da Theodor Mommsen che le giudicherà quasi tutte false, costruite appositamente in una "officina falsorum". Gli storici lancianesi, dal canto loro continuarono a sostenere la tesi della genuinità delle iscrizioni antiche. Tale raccolta finì cogli anni in proprietà dei De Riseis di Scerni che acquistarono il patrimonio dei de Giorgio, e negli anni '90, all'acquisto del casino de Riseis di Lanciano da parte del Gruppo Di Fonzo S.p.A., le iscrizioni furono riscoperte e studiate dagli archeologici della Soprintendenza di Chieti, in seguito la famiglia Di Fonzo portò il materiale nella residenza di Vasto.
Stando alle ricostruzioni fatte da Pollidori e Bocache, così doveva essere la città on età romana.
La planimetria della città occupava più o meno il sito attuale del centro storico, con fenomeni di urbanizzazione più massiccia nella parte del rione Lanciano Vecchio. Il cardo principale era via dei Frentani, in Largo San Giovanni c'era il foro, il campo marzio era in Piazza Plebiscito col tempio di Marte (dove oggi sorge la Cattedrale), altri templi sorgevano nell'area di San Biagio. La parte nuova di costruzione romana (I secolo d.C.) è quella del rione Borgo, anche se non si sono registrati fenomeni ampi di urbanizzazione, l'area era principalmente ripiena di vegetazione, con alcuni templi, dei quali quello maggiore era dedicato a Giunione Lucina, lungo il Corso Roma (oggi vi sorge la chiesa di Santa Lucia). Altra area prevalentemente naturale era il colle della Selva (i documenti più antichi parlando di "silva", ossia che l'area aveva un bosco sacro), dove oggi sorge il quartiere Civitanova-Sacca. Vi erano costruiti solo il tempio di Apollo, dove verrà edificata la Prepositura di Santa Maria Maggiore, e il teatro romano, nell'area del Palazzo arcivescovile.

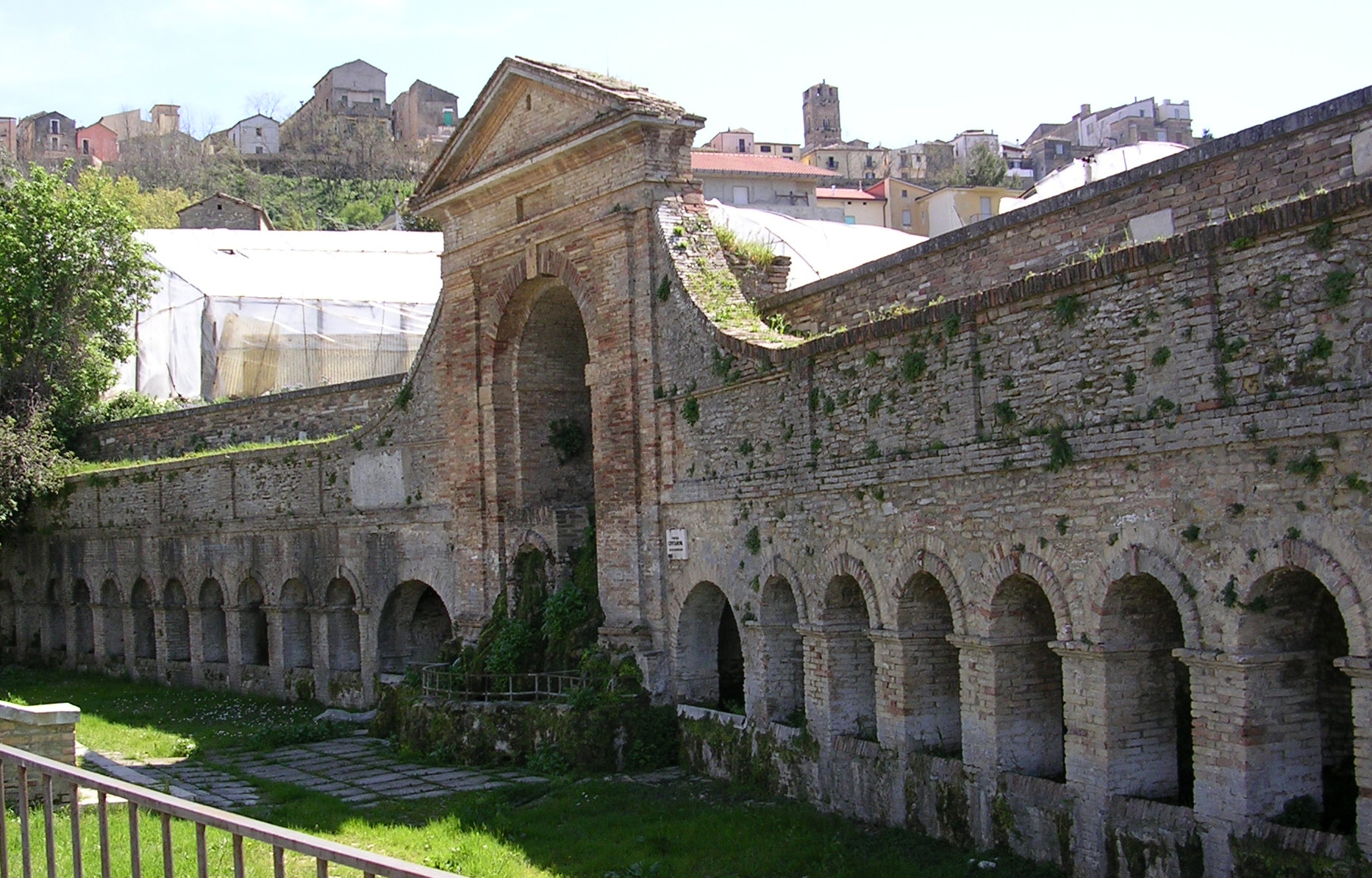
Fontana Grande della Civitanova

Lo storico lancianese Pietro Pollidori nelle "Antiquitates Frentanorim", prima di lui Giacomo Fella nella "Chronologia Urbis Anxani", parlando dell'origine di Lanciano, che sarebbe stata fondata dal troiano Solima nel 1179 a.C., descrive la planimetria della città romana, anche se tra gli storici moderni è stato riconosciuto che il Pollidori è inattendibile, e tacciato anche di produzione di falsi, dunque secondo lui, i principali monumenti dell'Anxanum romana sarebbero:
- Tempio di Marte (Piazza Plebiscito - Cattedrale della Madonna del Ponte)
- Foro (Largo San Giovanni - Piazza Plebiscito)
- Tempio di Minerva (Sacello di San Giorgio, poi cripta della chiesa di San Biagio)
- Tempio della de Pelina - chiesa di San Maurizio, Largo dei Frentani
- Tempio di Giunone (chiesa di Santa Lucia - Corso Roma)
- Terme romane (via dei Frentani - Palazzo del Capitano, poi D'Avalos, e dal XVIII secolo Palazzo De Crecchio)
- Teatro romano (Largo dell'Appello - Palazzo arcivescovile)
- Tempio di Giove Olimpio (Largo dell'Appello - chiesa della Maddalena, poi di Santa Maria Nuova o Santa Giovina)
- Ponte dell'imperatore Diocleziano (Piazza del Plebiscito)
- Cisterna romana (Piazza Plebiscito - fondaci dell'ex convento di San Basilio sotto San Francesco d'Assisi)
- Tempio di Apollo (via Garibaldi - chiesa di Santa Maria Maggiore).

Sempre da questi storici, si tramanda che la Fontana Grande del rione Civitanova, presso la contrada Sant'Egidio, sotto le mura medievali, risalisse al III secolo d.C. Tuttavia oggi queste tracce sono poco visibili, e si possono avanzare solo ipotesi di come fosse l'antica fonte, dacché nel 1825 è stata ricostruita quasi daccapo con nuovo aspetto neoclassico, perché versava in cattivo stato di conservazione.

## Museo archeologico civico di Santo Spirito
Gran parte del materiale archeologico scultoreo rinvenuto a Lanciano, è stato conservato nella Raccolta civica archeologica, dal 2011 traslata nei locali dell'ex convento di Santo Spirito. Tra le opere figura una preziosa lapide rinvenuta nel '500 nella piazza, durante i lavori di costruzione della torre campanaria della Cattedrale, venendo murata sulla facciata, e poi rimossa in seguito ai danneggiamenti dei bombardamenti del 1944. La lapide è coeva di un'altra rinvenuta dallo storico Omobono Bocache nei fondaci del Ponte di Diocleziano, che parla del pretore romano che fece restaurare il sito. La lapide della torre riporta invece: IMP. CAES. AVG. ANXIANO ADSTANTE ORDINE / CVM PARTIBVS AVIONVS IVSTINIANVS RECTOR / NOMINATAM DECVRIONVM QUAM ETIAM COLLEGIA./TORVM OMNIVM PVBLICE INCIDI PRAECEPTI. V.T. Segue un elenco dei politici che amministravano la città, nel I secolo.
I reperti più antichi riguardano vasellame e ceramiche, appartenenti alla popolazione dei Frentani, stanziata inizialmente in piccoli villaggi delle contrade, come Serre e Marcianese, e successivamente arroccatisi sul Colle Erminio di Lanciano Vecchio. In località Gaeta sono state rinvenute tombe di due guerrieri (1965), con corredo interessante: vasellame, ceramiche a figure nere del VI-V secolo a.C., e una collana di pasta vitrea per il corredo femminile. Altre ceramiche più tarde risalgono al IV-III secolo a.C., a testimonianza dei commerci e degli scambi della città con altre realtà locali, dato che Anxanum usava anche il porto di San Vito per i traffici. Tra questi vi è una testa di divinità in terracotta, probabilmente Minerva (II secolo a.C.).
All'età tardo-antica risalgono i reperti rinvenuti negli scavi negli anni 1990-94 in Largo San Giovanni e in Piazza Plebiscito; il ritrovamento di statue, e teste, dimostra che la città, anche nei periodi del tardo Impero (III-IV secolo d.C.), avesse continuato a proliferare economicamente. La testa marmorea di Diocleziano, che avvicina sempre di più alla quasi certezza che il ponte sotto la Cattedrale fu fatto erigere da lui, come riporta anche l'iscrizione rinvenuta da Bocache, oggi è conservata nel Museo Archeologico di Chieti.
I reperti continuano sino alle soglie dell'VIII secolo d.C., quando l'area frentana fu conquistata dai Bizantini: di interesse, conservata nel museo, è un'anforetta in ceramica rinvenuta in contrada Sant'Amato nel 1968, catalogata del "tipo Crecchio", poiché questo comune a poca distanza da Lanciano è ritenuto uno dei centri più importanti di fondazione bizantina, che ospita il Museo dell'Abruzzo Bizantino Altomedievale nel castello ducale. Altri frammenti ceramici e di vasellame del modello africano-mediterraneo, dimostrano che Lanciano anche in quest'epoca continuò ad avere scambi con diverse popolazioni della fascia italico-mediterranea, e non solo con le città confinanti.